# Reddito minimo garantito
Il reddito minimo garantito (in inglese Guaranteed Minimum Income o anche Minimum Income) è una forma di reddito minimo devoluto solo a chi è in età lavorativa e con un ammontare che varia in funzione dell'età stessa, con la clausola che il reddito di cui si disponga sia inferiore ad una determinata soglia ritenuta di povertà.
Viene talvolta confuso con il cosiddetto reddito di base (o universale, o di cittadinanza), dal quale invece differisce per non essere concesso in alcuna misura a chi già percettore di redditi ampiamente sopra la soglia di povertà; nelle forme meno ortodosse l'erogazione è soggetta ad ulteriori limitazioni della platea di beneficiari, e/o condizionata a determinate prestazioni da parte degli stessi, annullando la caratteristica di introito minimo a prescindere.

## Descrizione
Il "reddito minimo garantito" è una forma di sostegno economico mensile, illimitata nel tempo fino al permanere nello stato di bisogno o al passaggio alla pensione di anzianità, riservata a maggiorenni inoccupati, disoccupati o occupati che percepiscono comunque un reddito complessivo inferiore ad un determinato reddito di riferimento, potendo il "reddito minimo garantito" integrarsi anche con un reddito già esistente se quest'ultimo è inferiore o strettamente attiguo alla cosiddetta soglia di povertà (soglia minima); a seconda della distanza tra la soglia di povertà e l'eventuale reddito preesistente del richiedente, il reddito minimo garantito può essere erogato nell'importo massimo (se il richiedente è a reddito zero) o con importo via via decrescente, maggiore è il reddito che la persona già percepisce.
L'importo erogato tiene conto esclusivamente della situazione reddituale presente del richiedente (sua propria individuale, non relativa a nucleo familiare o altre persone in qualche modo collegate), senza attribuire valore di reddito ad eventuali patrimoni monetari, di beni mobili e/o immobili di proprietà del richiedente stesso o a lui riconducibili.

Oltre all'apporto di denaro, il "reddito minimo garantito" può comprendere altri contenuti in natura, quali beni (determinate derrate alimentari, indumenti, etc., eventualmente tramite buoni intestati al titolare ma da esso cedibili/scambiabili) e servizi (pagamento spese affitto e riscaldamento, mezzi trasporto pubblici gratuiti, gratuità corsi di formazione, etc.).
Il "reddito minimo garantito" viene a volte impropriamente subordinato - nell'importo totale o in parte - anche a particolari attività a cui si vorrebbe con ciò costringere il beneficiario, come effettuare colloqui per gli impieghi ciclicamente proposti dall'ufficio di collocamento, corsi di formazione, stage, volontariato obbligatorio non retribuito (una sorta di lavori socialmente utili più limitata e non retribuita), etc., od essere concesso in funzione della partecipazione alla vita comunitaria o alla produzione culturale del destinatario.

### Differenze tra"Reddito minimo garantito"e"Reddito di base"
La differenza tra il Reddito minimo garantito ed il "reddito di base" (o "reddito di cittadinanza" ,"reddito universale"), è che quest'ultimo viene erogato - e sempre ad importo pieno - indipendentemente dalla situazione reddituale (e patrimoniale) dell'individuo, non essendovi altro requisito che la cittadinanza.

### Differenze tra"Reddito minimo garantito"e"Salario minimo"
Mentre il reddito minimo garantito è un'erogazione di denaro priva di corrispettivo, indipendente dall'esistenza di un rapporto di lavoro ed assimilabile ad una forma assistenziale, il salario minimo riguarda la retribuzione minima - paga oraria, giornaliera o mensile - che in taluni stati i datori di lavoro devono per legge corrispondere ai propri lavoratori dipendenti ovvero impiegati e operai.

## Nel mondo
Forme simili al "reddito minimo garantito" si sono diffuse in diversi Paesi dell'America latina dagli anni Novanta, in risposta ai problemi creati dalla politiche di aggiustamento strutturale promosse dal Fmi e dalla Banca Mondiale. Il più grande programma in vigore è la Bolsa Família, promosso in Brasile nel 2003, un programma di welfare consistente però in sostegno al reddito condizionato e rivolto al nucleo familiare, anziché individuale. Ne beneficiano attualmente circa 14 milioni di famiglie nelle quali vivono oltre 50 milioni di persone (si veda al riguardo il libro Un Paese per tutti di Gianfranco Cordisco, ed. Filodiritto, 2016).

## Dati sul reddito minimo garantito

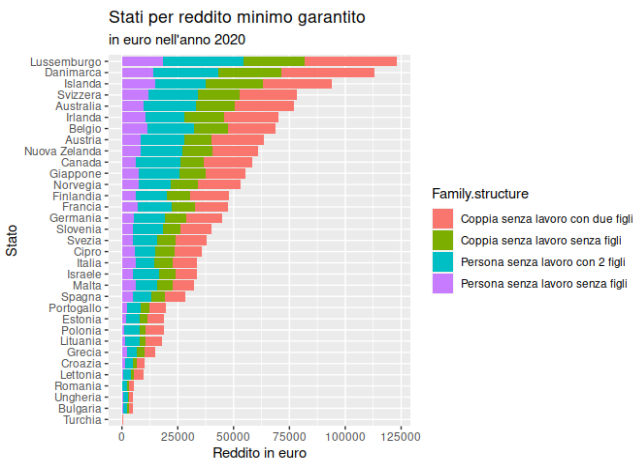
Fonti: https://stats.oecd.org/Index.aspx?DataSetCode=IA
https://www.oecd-ilibrary.org/social-issues-migration-health/data/oecd-social-and-welfare-statistics/benefits-and-wages-adequacy-of-guaranteed-minimum-income-benefits-edition-2019_1d5f37e2-en

| Paese         | Struttura familiare               | Reddito minimo garantito |
| ------------- | --------------------------------- | ------------------------ |
| Australia     | Coppia senza lavoro senza figli   | 17246,96 €               |
| Australia     | Coppia senza lavoro con due figli | 26471,86 €               |
| Australia     | Persona senza lavoro senza figli  | 9552,31 €                |
| Australia     | Persona senza lavoro con 2 figli  | 23704,46 €               |
| Austria       | Coppia senza lavoro senza figli   | 12384,00 €               |
| Austria       | Persona senza lavoro senza figli  | 8256,00 €                |
| Austria       | Coppia senza lavoro con due figli | 23595,00 €               |
| Austria       | Persona senza lavoro con 2 figli  | 19467,00 €               |
| Belgio        | Coppia senza lavoro con due figli | 21276,00 €               |
| Belgio        | Persona senza lavoro senza figli  | 11281,00 €               |
| Belgio        | Coppia senza lavoro senza figli   | 15246,00 €               |
| Belgio        | Persona senza lavoro con 2 figli  | 20898,00 €               |
| Bulgaria      | Persona senza lavoro senza figli  | 574,18 €                 |
| Bulgaria      | Coppia senza lavoro senza figli   | 845,68 €                 |
| Bulgaria      | Persona senza lavoro con 2 figli  | 1772,14 €                |
| Bulgaria      | Coppia senza lavoro con due figli | 1683,17 €                |
| Canada        | Coppia senza lavoro senza figli   | 10033,96 €               |
| Canada        | Persona senza lavoro senza figli  | 6356,83 €                |
| Canada        | Coppia senza lavoro con due figli | 21807,69 €               |
| Canada        | Persona senza lavoro con 2 figli  | 20032,05 €               |
| Croazia       | Persona senza lavoro senza figli  | 1268,49 €                |
| Croazia       | Persona senza lavoro con 2 figli  | 3755,51 €                |
| Croazia       | Coppia senza lavoro con due figli | 3486,22 €                |
| Croazia       | Coppia senza lavoro senza figli   | 1522,18 €                |
| Cipro         | Persona senza lavoro senza figli  | 5760,00 €                |
| Cipro         | Persona senza lavoro con 2 figli  | 9216,00 €                |
| Cipro         | Coppia senza lavoro senza figli   | 8640,00 €                |
| Cipro         | Coppia senza lavoro con due figli | 12096,00 €               |
| Danimarca     | Persona senza lavoro con 2 figli  | 28898,95 €               |
| Danimarca     | Coppia senza lavoro senza figli   | 28282,95 €               |
| Danimarca     | Persona senza lavoro senza figli  | 14141,47 €               |
| Danimarca     | Coppia senza lavoro con due figli | 41741,60 €               |
| Estonia       | Persona senza lavoro senza figli  | 1800,00 €                |
| Estonia       | Persona senza lavoro con 2 figli  | 6300,00 €                |
| Estonia       | Coppia senza lavoro senza figli   | 3240,00 €                |
| Estonia       | Coppia senza lavoro con due figli | 7560,00 €                |
| Finlandia     | Persona senza lavoro senza figli  | 6027,00 €                |
| Finlandia     | Coppia senza lavoro senza figli   | 10245,00 €               |
| Finlandia     | Persona senza lavoro con 2 figli  | 14162,00 €               |
| Finlandia     | Coppia senza lavoro con due figli | 17537,00 €               |
| Francia       | Persona senza lavoro senza figli  | 6869,00 €                |
| Francia       | Persona senza lavoro con 2 figli  | 15579,00 €               |
| Francia       | Coppia senza lavoro con due figli | 14571,00 €               |
| Francia       | Coppia senza lavoro senza figli   | 10304,00 €               |
| Germania      | Persona senza lavoro con 2 figli  | 14076,00 €               |
| Germania      | Coppia senza lavoro con due figli | 16362,00 €               |
| Germania      | Coppia senza lavoro senza figli   | 9336,00 €                |
| Germania      | Persona senza lavoro senza figli  | 5184,00 €                |
| Grecia        | Persona senza lavoro senza figli  | 2400,00 €                |
| Grecia        | Coppia senza lavoro senza figli   | 3600,00 €                |
| Grecia        | Persona senza lavoro con 2 figli  | 4200,00 €                |
| Grecia        | Coppia senza lavoro con due figli | 4800,00 €                |
| Ungheria      | Persona senza lavoro con 2 figli  | 1812,49 €                |
| Ungheria      | Coppia senza lavoro senza figli   | 757,32 €                 |
| Ungheria      | Coppia senza lavoro con due figli | 1712,84 €                |
| Ungheria      | Persona senza lavoro senza figli  | 757,32 €                 |
| Islanda       | Persona senza lavoro con 2 figli  | 22299,00 €               |
| Islanda       | Coppia senza lavoro con due figli | 30848,25 €               |
| Islanda       | Persona senza lavoro senza figli  | 15093,17 €               |
| Islanda       | Coppia senza lavoro senza figli   | 25510,62 €               |
| Irlanda       | Persona senza lavoro senza figli  | 10452,00 €               |
| Irlanda       | Persona senza lavoro con 2 figli  | 17660,00 €               |
| Irlanda       | Coppia senza lavoro con due figli | 24560,00 €               |
| Irlanda       | Coppia senza lavoro senza figli   | 17456,00 €               |
| Israele       | Persona senza lavoro senza figli  | 5072,42 €                |
| Israele       | Persona senza lavoro con 2 figli  | 11650,84 €               |
| Israele       | Coppia senza lavoro senza figli   | 7093,78 €                |
| Israele       | Coppia senza lavoro con due figli | 9764,18 €                |
| Italia        | Persona senza lavoro senza figli  | 6000,00 €                |
| Italia        | Coppia senza lavoro senza figli   | 8400,00 €                |
| Italia        | Persona senza lavoro con 2 figli  | 8400,00 €                |
| Italia        | Coppia senza lavoro con due figli | 10800,00 €               |
| Giappone      | Coppia senza lavoro con due figli | 18126,28 €               |
| Giappone      | Coppia senza lavoro senza figli   | 11621,05 €               |
| Giappone      | Persona senza lavoro senza figli  | 7375,26 €                |
| Giappone      | Persona senza lavoro con 2 figli  | 18327,78 €               |
| Lettonia      | Persona senza lavoro senza figli  | 768,00 €                 |
| Lettonia      | Persona senza lavoro con 2 figli  | 3218,00 €                |
| Lettonia      | Coppia senza lavoro senza figli   | 1536,00 €                |
| Lettonia      | Coppia senza lavoro con due figli | 3986,00 €                |
| Lituania      | Persona senza lavoro con 2 figli  | 6514,00 €                |
| Lituania      | Persona senza lavoro senza figli  | 1500,00 €                |
| Lituania      | Coppia senza lavoro senza figli   | 2700,00 €                |
| Lituania      | Coppia senza lavoro con due figli | 7284,00 €                |
| Lussemburgo   | Persona senza lavoro senza figli  | 18162,00 €               |
| Lussemburgo   | Persona senza lavoro con 2 figli  | 36083,00 €               |
| Lussemburgo   | Coppia senza lavoro con due figli | 41391,00 €               |
| Lussemburgo   | Coppia senza lavoro senza figli   | 27403,00 €               |
| Malta         | Persona senza lavoro con 2 figli  | 9290,00 €                |
| Malta         | Persona senza lavoro senza figli  | 6299,00 €                |
| Malta         | Coppia senza lavoro senza figli   | 7138,00 €                |
| Malta         | Coppia senza lavoro con due figli | 9659,00 €                |
| Nuova Zelanda | Persona senza lavoro senza figli  | 8324,35 €                |
| Nuova Zelanda | Coppia senza lavoro senza figli   | 13295,78 €               |
| Nuova Zelanda | Persona senza lavoro con 2 figli  | 18832,20 €               |
| Nuova Zelanda | Coppia senza lavoro con due figli | 20474,62 €               |
| Norvegia      | Persona senza lavoro senza figli  | 7471,58 €                |
| Norvegia      | Persona senza lavoro con 2 figli  | 14166,11 €               |
| Norvegia      | Coppia senza lavoro senza figli   | 12492,47 €               |
| Norvegia      | Coppia senza lavoro con due figli | 19187,00 €               |
| Polonia       | Persona senza lavoro senza figli  | 1091,29 €                |
| Polonia       | Persona senza lavoro con 2 figli  | 6746,16 €                |
| Polonia       | Coppia senza lavoro con due figli | 8124,64 €                |
| Polonia       | Coppia senza lavoro senza figli   | 2756,95 €                |
| Portogallo    | Persona senza lavoro con 2 figli  | 6050,00 €                |
| Portogallo    | Coppia senza lavoro senza figli   | 3896,00 €                |
| Portogallo    | Persona senza lavoro senza figli  | 2292,00 €                |
| Portogallo    | Coppia senza lavoro con due figli | 7274,00 €                |
| Romania       | Coppia senza lavoro senza figli   | 622,70 €                 |
| Romania       | Persona senza lavoro senza figli  | 346,76 €                 |
| Romania       | Persona senza lavoro con 2 figli  | 2126,96 €                |
| Romania       | Coppia senza lavoro con due figli | 2212,43 €                |
| Slovenia      | Coppia senza lavoro senza figli   | 7577,00 €                |
| Slovenia      | Persona senza lavoro senza figli  | 4826,00 €                |
| Slovenia      | Persona senza lavoro con 2 figli  | 13705,00 €               |
| Slovenia      | Coppia senza lavoro con due figli | 13834,00 €               |
| Spagna        | Persona senza lavoro senza figli  | 4800,00 €                |
| Spagna        | Coppia senza lavoro senza figli   | 6152,00 €                |
| Spagna        | Persona senza lavoro con 2 figli  | 8229,00 €                |
| Spagna        | Coppia senza lavoro con due figli | 9131,00 €                |
| Svezia        | Coppia senza lavoro con due figli | 14190,11 €               |
| Svezia        | Coppia senza lavoro senza figli   | 7948,33 €                |
| Svezia        | Persona senza lavoro senza figli  | 4862,51 €                |
| Svezia        | Persona senza lavoro con 2 figli  | 11010,77 €               |
| Svizzera      | Persona senza lavoro senza figli  | 11964,00 €               |
| Svizzera      | Coppia senza lavoro con due figli | 25608,00 €               |
| Svizzera      | Coppia senza lavoro senza figli   | 18300,00 €               |
| Svizzera      | Persona senza lavoro con 2 figli  | 22248,00 €               |
| Turchia       | Persona senza lavoro senza figli  | 0,00 €                   |
| Turchia       | Coppia senza lavoro con due figli | 201,75 €                 |
| Turchia       | Persona senza lavoro con 2 figli  | 178,09 €                 |
| Turchia       | Coppia senza lavoro senza figli   | 0,00 €                   |